# Reino da França
O Reino da França é o nome historiográfico dado a várias entidades políticas da França na Idade Média e na Era Moderna. Segundo os historiadores, a data da criação do reino está associada a um dos três grandes eventos: o advento de Clóvis em 481 e a extensão dos reinos francófonos, a divisão do Império Carolíngio em 843 e a eleição de Hugo Capeto em 987. Terminou durante a Revolução Francesa em 1792, antes de reaparecer brevemente de 1814 a 1848. 
O rei dos Francos Clóvis havia selado a aliança dos reinos francófonos com a Igreja Católica no momento de seu batismo. Essa aliança foi perpetuada e simbolizada pela coroação dos reis em Reims até 1824, o que os tornava monarcas por direito divino. Os primeiros Capetianos normalmente coroavam o filho mais velho durante a vida, já que sua autoridade estava de fato limitada à região da Île-de-France. É somente a partir de Filipe Augusto que os monarcas franceses se tornam capazes de fazer um verdadeiro ato de autoridade em todo o reino. O território deste último é composto por feudos dos quais o rei da Frância ocidental era o suserano desde a divisão do Império Carolíngio em 843.
A integração gradual dos feudos ao domínio real exigiu o estabelecimento de uma administração real. São Luís atribuía importância primordial ao seu papel na justiça, e o Parlamento, o tribunal superior de justiça, foi estabelecido. A longa Guerra dos Cem Anos possibilitou o estabelecimento de um exército e impostos permanentes sob Carlos VII. Richelieu, ministro de Luís XIII, e posteriormente, Luís XIV, reforçaram a autoridade real nas províncias ao alinhar os governadores locais da nobreza e delegar os mordomos clericais do rei.
A tendência da realeza a exercer um poder cada vez mais absoluto pode ser desafiada em períodos de agitação, guerras civis e reinados de reis fracos. O desafio tornou-se mais difícil com a difusão da filosofia do Iluminismo e dos valores que ela transmitia: governo da razão, separação de poderes, liberdades individuais, etc. A Revolução Francesa levou ao estabelecimento de uma monarquia constitucional. No entanto, as várias tentativas acabariam por fracassar sucessivamente em 1792, 1830 e 1848, pondo fim à monarquia na França.

## História

### A fundação do reino dos Francos por Clóvis
Artigo principal: Dinastia Merovíngia

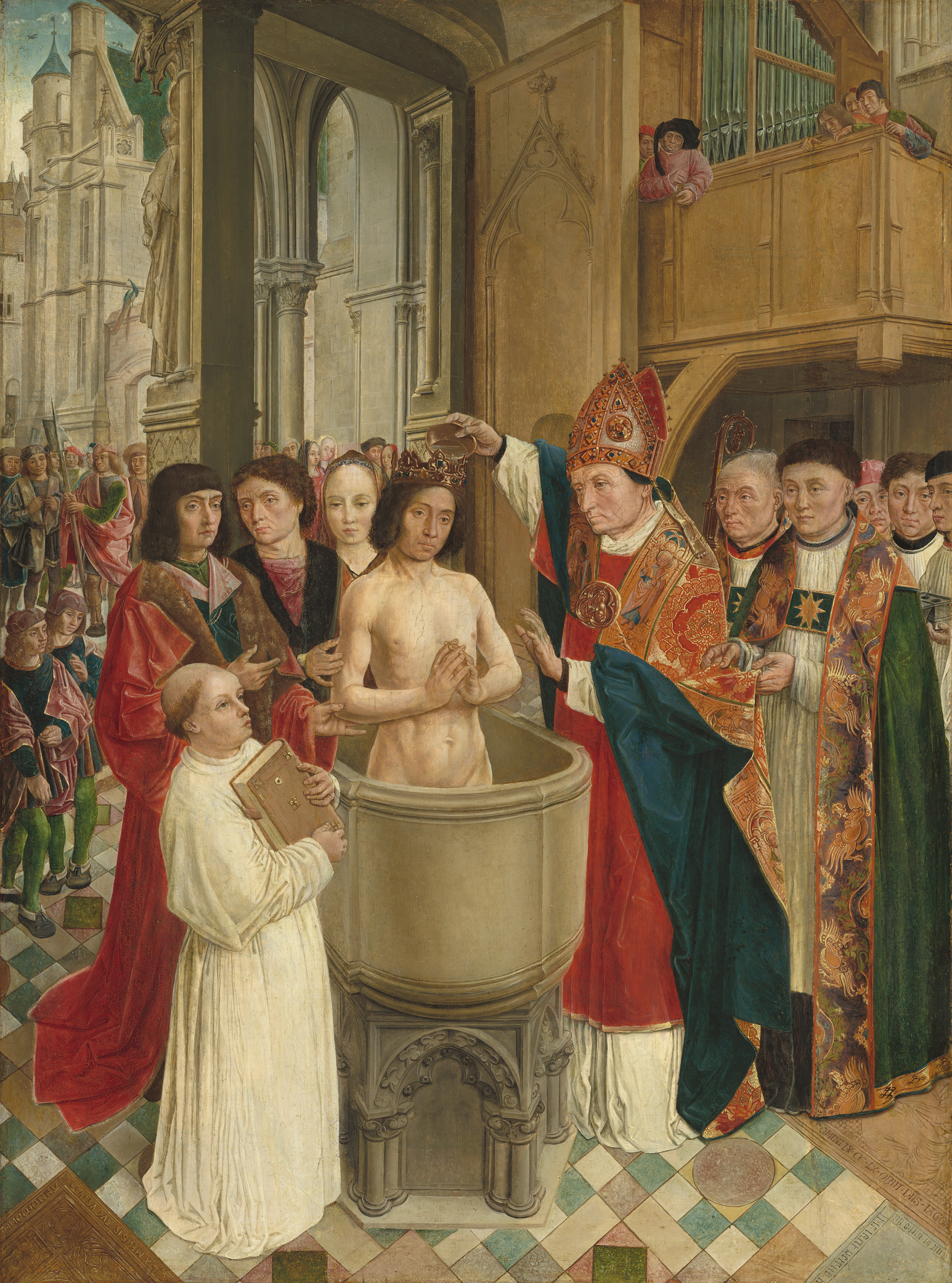
Batismo de Clóvis I feito pelo Mestre de Saint Giles, por volta de 1500.

Os Francos eram um povo estabelecido nas fronteiras do norte da província romana da Gália. Eles serviam ao Império Romano do Ocidente como mercenários e estavam se romanizando muito rapidamente. Obtiveram o status de povo federado, mas não se uniram e se dividiram em vários pequenos reinos. Vários reis provavelmente lendários se sucederam, incluindo Meroveu, fundador da dinastia Merovíngia. O primeiro rei cuja existência é certa foi Quilderico I que reinava sobre um pequeno reino ao redor de Tournai.
Cinco anos após o colapso do Império Romano do Ocidente, Clóvis herdou em 481 um pequeno domínio, em comparação com outros reinos bárbaros. Em 486, ele derrotou Siágrio na Batalha de Soissons e ampliou seus territórios. Em 496, ele derrotou os Alamanos em Tolbiac e foi batizado em Reims. A partir daí, ele poderia se apresentar como o libertador dos povos cristãos da Gália, então sob o domínio dos bárbaros que praticavam o arianismo. Em 507, ele derrotou os visigodos na batalha de Vouillé, o que lhe permitiu expandir-se para o sul da Gália. Em 509, ele foi eleito Rei de todos os Francos.

### A divisão do reino de acordo com as sucessões
Clóvis I morreu em 511; seu reino foi dividido entre seus quatro filhos. Cada um herdou uma parte do reino e recebeu o título de Rei dos Francos. No entanto, esta divisão não eliminava a ideia de um todo unido, o Regnum Francorum (Reino dos Francos). Esta última está dividida em três grandes regiões: Austrásia, Borgonha e Nêustria, cujas fronteiras mudavam de acordo com as guerras e as heranças. Vários reis conseguiram unificar todo o reino novamente, mas com a morte do soberano ele sempre era dividido entre os seus descendentes, seguindo o costume germânico. Os Francos se estenderam para o leste, às custas do Reino Alamano e da Baviera em particular.

### Ospipinidas
Artigo principal: Dinastia pipinida
Em 639, eclodiu uma crise que permitiu à aristocracia fortalecer seu poder, em particular, aqueles que ocupavam o posto de prefeito do palácio, que acabaram se apropriando do poder real. A família que ocupava este cargo, os Pipiniadas, se impuseram. Um de seus membros, Carlos Martel, construiu uma clientela distribuindo lucros a seus seguidores e obteve vários sucessos militares, incluindo a Batalha de Poitiers, que pôs fim à expansão muçulmana na Europa Ocidental.
Em 737, morreu o último rei Merovíngio, em meio à indiferença geral. Após um período de vacância no poder, Pepino, o Breve, filho de Carlos Martel, foi eleito Rei dos Francos em 751, graças ao apoio da Igreja Católica, que queria um forte soberano. Ele também foi o primeiro Rei dos Francos a ser coroado, para mostrar que seu poder veio de Deus. Ele também coroou seus filhos para estabelecer um caráter hereditário. Em 755, ele triunfou sobre os Lombardos e permitiu a fundação dos Estados Papais e na década seguinte expulsou os muçulmanos de Septimânia. Ele impôs várias reformas, tanto religiosas, como o dízimo, quanto políticas, como o monopólio da criação monetária para a monarquia. Na sua morte, o reino foi dividido entre seus dois filhos, tendo o futuro Carlos Magno reinado sozinho após a morte de seu irmão. Carlos Magno ampliou seu reino anexando a Baviera, entre outros territórios, e travou uma guerra santa contra os saxões pagãos. Ele organizou a administração de seus territórios e estabeleceu sua capital em Aachen.

### O Império Carolíngio
Artigo principal: Império Carolíngio

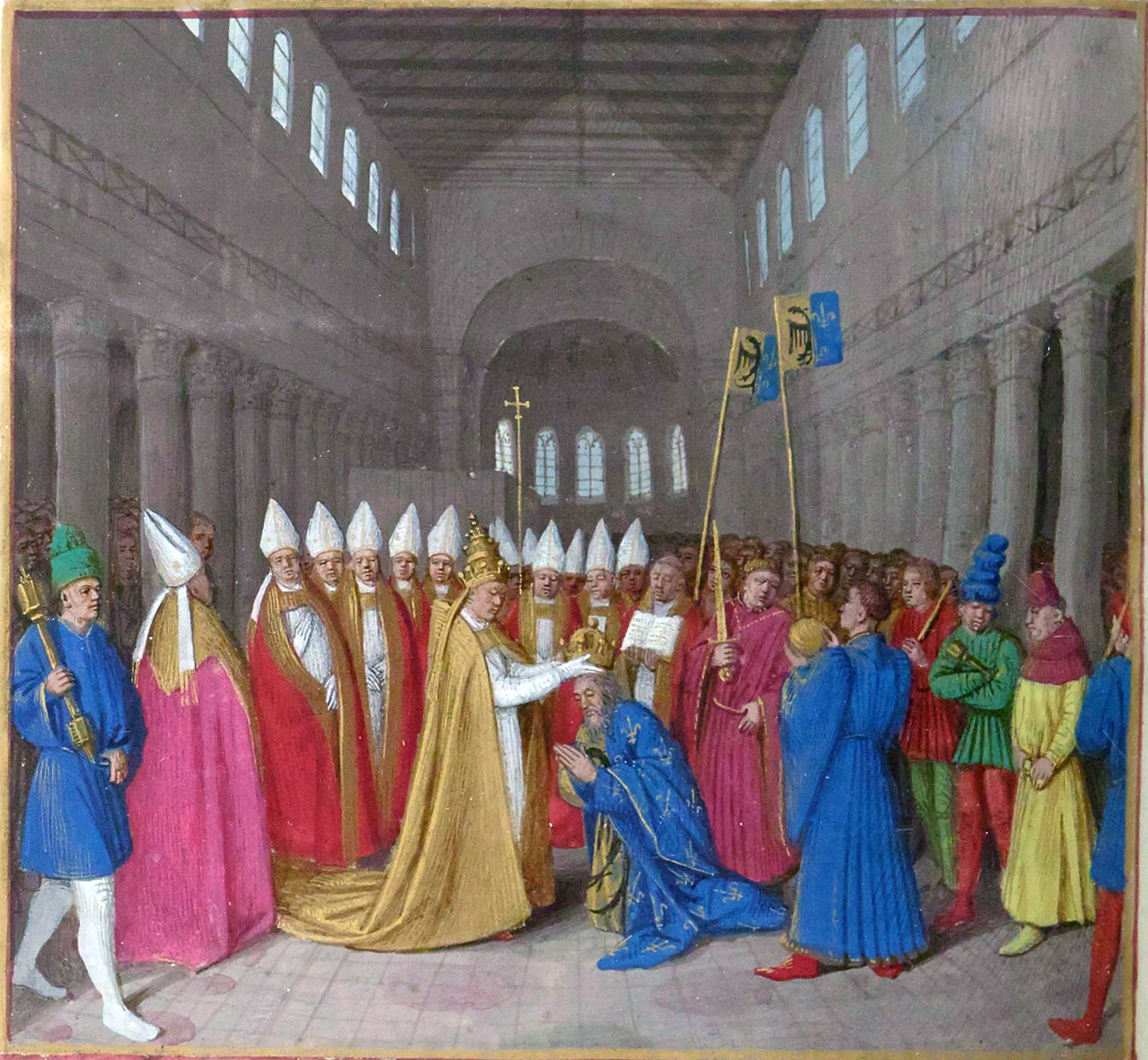
Coroação de Carlos Magno, miniatura de Jean Fouquet, por volta de 1455-1460.

No dia de Natal do ano 800, Carlos Magno foi coroado Imperador Romano pelo Papa. Como Carlos Magno havia se tornado o maior governante cristão do Ocidente, o Papa precisava de seu apoio numa época em que o Império Bizantino estava em crise interna e não existia mais aos olhos dos cristãos ocidentais.  Para afirmar seu poder centralizador, ele dividiu o Império, e assim o reino, em várias centenas de condados onde ele nomeou um fiel com poderes judiciários, militares e fiscais, estabelecendo assim as bases do sistema feudal.
Carlos Magno morreu em 814; seu filho Luís, o Piedoso, sucedeu-o à frente do Império. A questão de sua sucessão gerava um problema, uma vez que o título imperial não poderia ser dividido. A guerra civil entre os três filhos de Luís eclodiu em 830 e ele abdicaria porém depois seria recolocado no trono pelos bispos. Ele era apenas um soberano fantasma quando de sua morte em 840, tendo Lotário o sucedido como Imperador. Em 25 de junho de 841, na batalha de Fontenoy, Carlos e Luís derrotaram seu irmão Lotário e o obrigaram a dividir o Império em três reinos com o Tratado de Verdun.

### Idade Média (843-1515)

#### O fim dos carolíngios

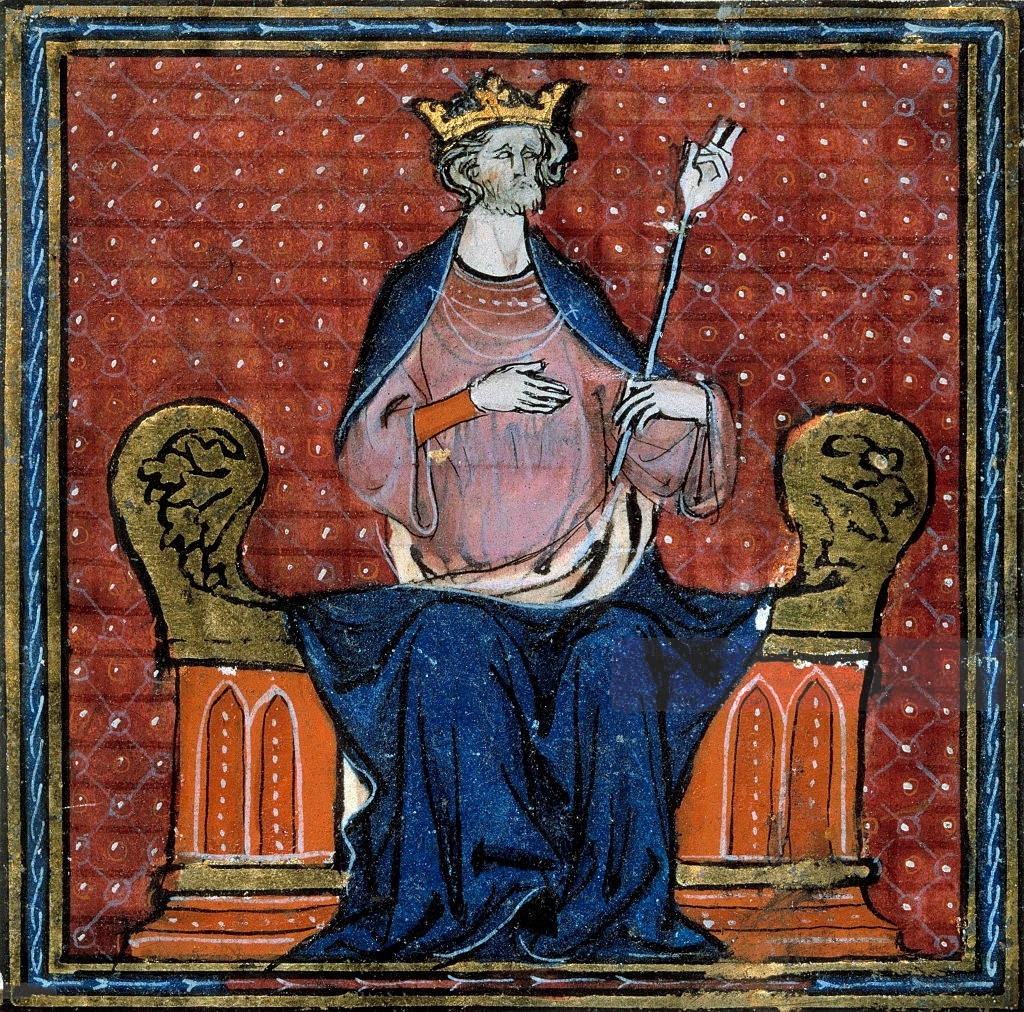
A coroação de Hugo Capeto como rei dos Francos.

Em 843, Carlos II, o Careca, herdou a Frância Ocidental. Além da Frância Média, Lotário I herdou o título imperial, mas teoricamente, uma irmandade deve ser mantida entre os reinos. A morte de Lotário em 855 pôs um fim a esta ideia e a sua propriedade foi dividida entre os seus três filhos. Em 869, Carlos II tomou o domínio de Lotário II e depois a coroa imperial em 875, sendo este último até não reconhecido por toda a cristandade. Em 877, ele redigiu o Capítulo de Quierzy, que reorganizou o reino, permitindo que os nobres passassem hereditariamente os seus bens. Morreu no mesmo ano: os seus sucessores foram confrontados com crises políticas e invasões externas.
Diante dos invasores normandos e húngaros, os grandes senhores do reino pediram ajuda ao Imperador Carlos III, o Gordo. Mas o imperador não foi capaz de conter a ameaça e acabou sendo deposto, tendo os nobres elegido o rei Eudo, conde de Paris, da dinastia Robertiana, como rei Eudo I. Sendo a monarquia eletiva, os Carolíngios e os Robertianos sucederam um ao outro como reis por vários anos. Em 936, Luís IV tornou-se rei, seu filho e neto o sucederam, sugerindo uma restauração carolíngia. Mas em 987, após a morte do rei carolíngio Luís V sem herdeiros, os nobres elegem o robertiano Hugo Capeto, que apesar de teoricamente governar todo o reino, reinava apenas sob um principado em torno de Paris.
Durante esse período, surgiram os principados territoriais. O rei não tinha mais poder real e ele só governava através dos príncipes. A fim de organizar a resistência contra os invasores, Carlos, o Careca criou grandes comandos militares que agrupavam vários municípios confiados a um príncipe com poderes administrativos e militares. Durante o século X, o rei perdeu o controle sobre este sistema e os príncipes tornaram-se quase totalmente independentes e passaram o seu cargo para os seus descendentes.

#### O início da dinastia capetiana
No dia 3 de julho de 987, Hugo Capeto foi eleito Rei dos Francos. Ele reina sobre os príncipes que o reconheciam como seu suserano, mas não tinha poder sobre os territórios, exceto sobre o domínio real. No século XI, os vassalos dos príncipes também adquiriram independência de facto (excepto no Ducado da Normandia, no Condado da Flandres e no Condado de Barcelona) tendo eles o verdadeiro poder judicial e econômico. Os reis aproveitaram essa desorganização para impor uma transmissão hereditária da coroa, mas perceberam que seu poder não se estendia além dos limites do domínio real. O filho mais velho é então associado ao poder por ser corado durante a vida de seu pai. Em 1066, o Duque da Normandia, Guilherme, conquistou a Coroa da Inglaterra. Ele foi vassalo do Rei dos Francos pelas terras continentais, mas independente em seu reino da Inglaterra. Uma rivalidade entre o Império Anglo-Normandês e o rei se abriu.
Sob o reinado de Luís VI, a visão do reino começa a mudar. Ele levou várias expedições ao domínio real, para subjugar os príncipes que não reconheciam seu poder e expedições ao exterior, sinal de que os Capetianos começaram a ver o reino como uma unidade. Luís VII continuou esta política casando-se com Leonor da Aquitânia. Além dos reis, uma família se impôs, a dos Plantagenetas, que reinavam sobre um imenso território, grande parte do qual dependia do reino dos Francos. Os Plantagenetas eram então mais poderosos que o rei.

#### A construção da ideia de um reino

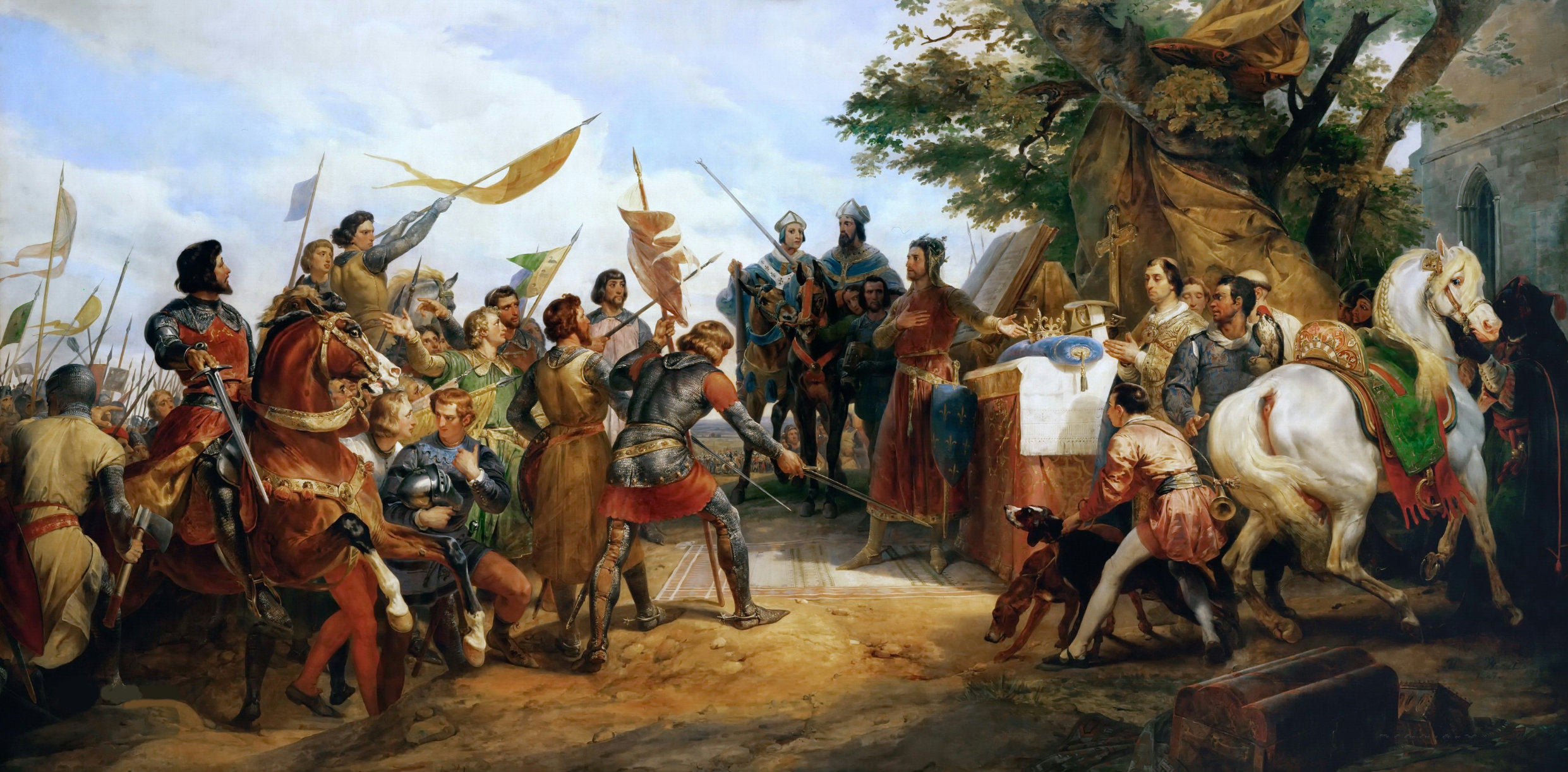
A Batalha de Bouvines, 27 de julho de 1214, pintada por Horace Vernet em 1827. A vitória francesa sobre a Inglaterra e o Sacro Império Romano-Germânico marcou o início do declínio Imperial.

Em 1180, Filipe II Augusto tornou-se rei. O título de Rei dos Francos (Rex Francorum) começou a ser substituído pelo de Rei da França (Rex Franciæ) durante o seu reinado, esporadicamente a partir de 1190, e oficialmente a partir de 1204. Sua ideia era estender o domínio real em detrimento dos príncipes. Ele começa por obter uma parte de Artois como dote de seu casamento com Isabel de Hainaut. Em 1185, uma guerra contra vários de seus vassalos lhe permitiu obter o condado de Amiens e parte do Vermandois, assim como o condado de Auvergne. Em 1204, ele tomou militarmente parte das terras continentais do Rei da Inglaterra, após usar a lei feudal para ordenar um confisco, incluindo o Ducado da Normandia. Para retomar suas terras, João da Inglaterra formou uma grande coalizão que Filipe Augusto derrotou na Batalha de Bouvines. Ele fortaleceu seu poder no sul, apoiando a cruzada albigense contra a heresia cátara.
O filho de Filipe Augusto, Luís VIII reinou apenas três anos, mas conseguiu conquistar fortalezas no sul. São Luís herdou uma situação complicada com províncias em revolta. Após várias grandes vitórias, a situação foi normalizada na década de 1240. Ele participou de uma cruzada de 1248 a 1254. Ao retornar, ele aproveitou seu prestígio para se tornar o árbitro dos conflitos diplomáticos franceses e europeus. Dentro do reino, esta política tornou possível colocar a realeza acima de outros príncipes. Ele também lançou as bases de um sistema de justiça real em que o rei assumiu o papel de juiz e árbitro, particularmente contra os abusos da administração.
Filipe III, o Ousado, tornou-se rei em 1270, unindo notavelmente o condado de Toulouse ao domínio real. Ele agora reinava sobre todo o reino onde pode legislar e aplicar a justiça, mas ele só recebia a renda de seu domínio. Filipe IV, o Belo fez tudo para aumentar o tesouro real, reorganizando a administração e desvalorizando a moeda. Ele também convocou pela primeira vez a Assembleia dos Estados Gerais para levantar novos impostos. Em 1312, ele dissolveu a Ordem do Templo da qual estava endividado. No mesmo ano, ele anexou Lyon ao reino. Seu casamento com Joana I de Navarra permitiu a união dos dois reinos e a vinculação do condado de Champagne ao domínio real.
Com a morte de Filipe, o Belo, em 1314, a baixa nobreza revoltou-se contra o poder central, que se impôs em matéria fiscal e judicial. Uma crise dinástica eclodiu com a morte prematura de Luís X em 1316. Ele foi o primeiro rei sem descendência masculina desde advento de Hugo Capeto e foi decidido excluir a filha de Luís X da coroa. Os outros dois filhos de Filipe, o Belo reinaram sucessivamente até 1328, mas morreram sem herdeiros. O herdeiro masculino mais próximo era o Rei da Inglaterra por sua mãe, mas esta escolha foi rejeitada por uma assembleia que preferiu entregar a coroa a Filipe de Valois a ver o reino cair sob a tutela inglesa.

#### A crise da Guerra dos Cem Anos: o fortalecimento do poder real

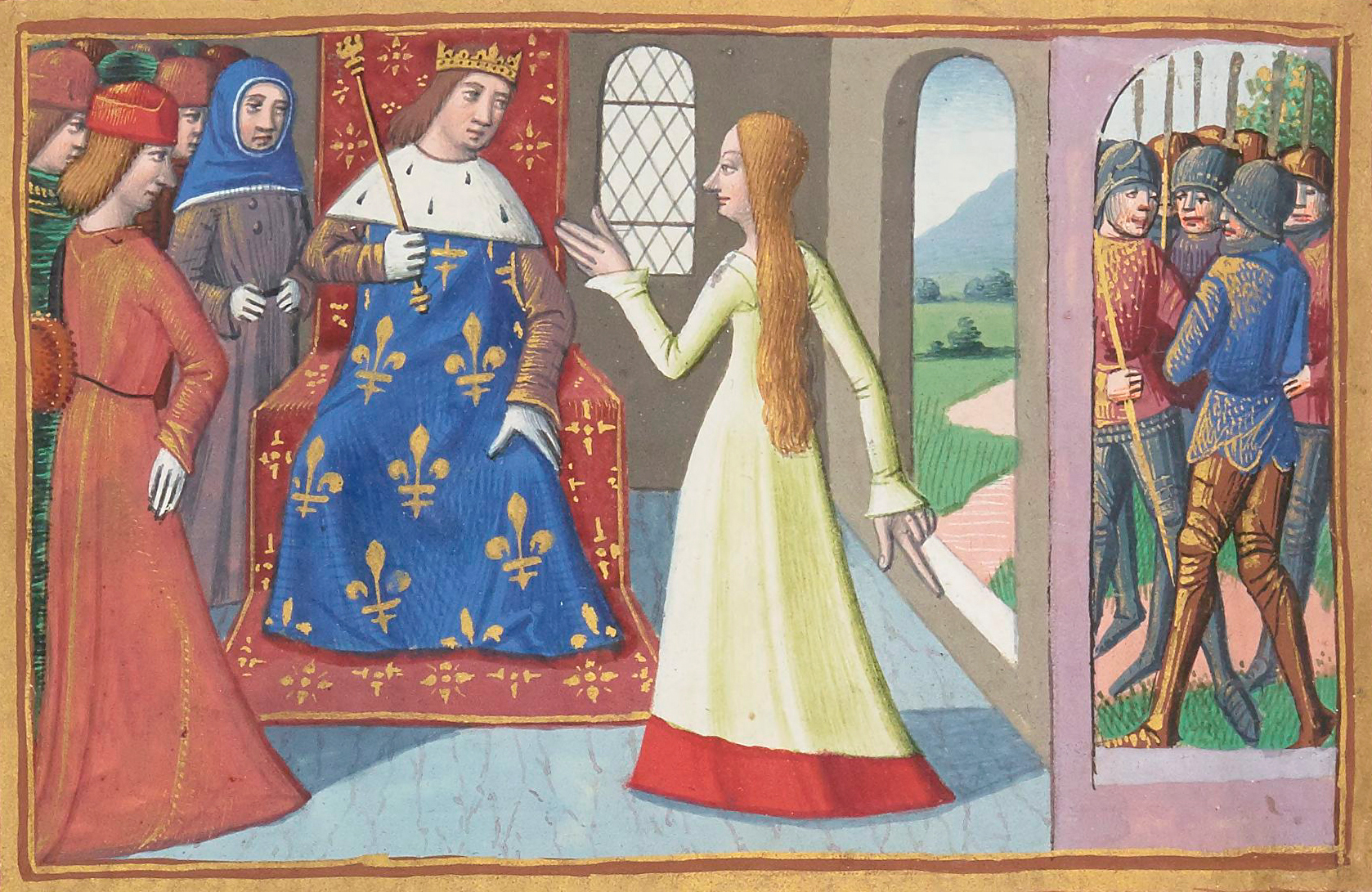
Joana d'Arc convence o rei Carlos VII e seu conselho a continuar o cerco de Troyes. Iluminura do manuscrito vigílias de Carlos VII, por Marcial de Auvérnia.

Filipe VI em 1337 confiscou as terras continentais do Rei da Inglaterra por falta de obediência. Em resposta, ele reivindicou a coroa da França. O conflito começou com uma vitória dos ingleses em Crécy, mas a epidemia da Peste Negra, que reduziu a população, impediu a Inglaterra de tirar proveito de suas vitórias. Em paralelo a esses eventos, Filipe VI comprou o Delfinado de Humberto II de Viennois em 1349 pelo Tratado de Romans, anexando-o à França e fazendo dele a província do Delfinado. Em 1350, João II, o Bom foi feito prisioneiro durante o desastre de Poitiers. Para ser libertado, ele foi obrigado a assinar o Tratado de Brétigny que, entre outras coisas, concedeu independência as possessões inglesas na França. Várias revoltas aristocráticas, burguesas e camponesas irromperam contra o poder real. Em 1360, uma moeda estável, o franco, foi criada.
O novo rei, Carlos V, promoveu a reconquista os territórios perdidos com a ajuda de líderes como Bertrand Du Guesclin. Quando ele morreu em 1380, os ingleses controlavam apenas cinco portos na França. A partir de 1392, Carlos VI sofreu ataques de loucura. A rivalidade entre os príncipes de sangue para controlar o governo torna-se uma guerra civil entre Armagnacs e Borguinhões. Os ingleses reiniciam as hostilidades em 1413. Dois anos depois, na batalha de Azincourt, uma derrota esmagadora para a nobreza francesa, leva à assinatura do Tratado de Troyes que deserdou o delfim em favor do Rei da Inglaterra.
Em 1422, Carlos VI morreu alguns meses depois do rei Henrique V da Inglaterra. O delfim Carlos, que tinha sido deserdado por Carlos VI no tratado de Troyes, se proclamaria rei como Carlos VII da França: o reino estava de fato dividido entre as províncias ocupadas pelos ingleses, os fiéis a Carlos VII e os Estados de Borgonha. Em 1429, uma jovem camponesa conhecida hoje como Joana d'Arc convenceu Carlos VII a ir para Reims para ser coroado, o que lhe tornava um rei legítimo para grande parte da opinião pública. Ela acabaria sendo queimada pelos ingleses em 1431 e em 1435 o Tratado de Arras reconciliou os Armagnacs e os Borguinhões e pôs um fim à guerra civil. Carlos VII reorganizou o Estado, criando o primeiro exército e o primeiro imposto permanente. Em 1449, o Ducado da Bretanha entrou no acampamento francês e a Normandia foi reconquistada. Em 1453, os ingleses perderam definitivamente a Aquitânia.

#### Do fim do feudalismo à ideia do absolutismo
Com os ingleses derrotados, o rei atacou o Ducado da Borgonha e o Ducado da Bretanha, que apesar de serem juridicamente feudos franceses, tinham de facto se tornado quase principados independentes. Em 1465, vários príncipes se unem na Liga do Bem Público contra o aumento dos poderes de Luís XI. Carlos, o Temerário, Duque de Borgonha, liderou a revolta, mas o tempo não estava mais propício para o desmoronamento do poder real e os príncipes aspiravam a uma aproximação com o rei. O Duque da Borgonha foi encontrado morto em 1477, e suas terras foram divididas entre o rei (que notadamente recuperou o Ducado da Borgonha e a Picardia) e o Imperador Maximiliano I(Em nome de seu filho, Filipe, o Belo). Esta divisão abriu uma rivalidade com os Habsburgos que durou até o século XIX. Carlos VIII, que se tornou rei em 1483, preparou a união da Bretanha, casando seu herdeiro com a duquesa Ana da Bretanha. Territórios como o condado de Anjou e o condado de Provença estavam ligados à Coroa, enquanto o condado de Flandres estava perdido. As Guerras Italianas começaram em 1494 para reivindicar os direitos dos Valois sobre o Reino de Nápoles, depois o Ducado de Milão para Luís XII, que se tornou rei em 1498.

### Período moderno (1515-1789)
Ver também: Antigo Regime
Durante o Antigo Regime viu-se o auge do processo de reconquista do poder público por parte do rei. As principais instituições do Antigo Regime têm suas raízes no reinado de Francisco I.

#### As dificuldades da Renascença e a reconciliação de Henrique IV

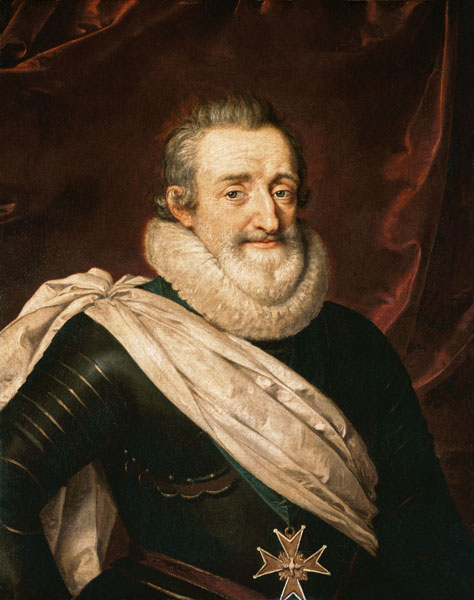
Henrique IV da França. Com o apaziguamento do conflito religioso (Que voltaria durante o reinado do seu filho, Luís XIII), o "Bom rei Henrique", juntamente com seu principal ministro, Maximilien de Béthune, proporcionaram o fortalecimento do poder real, que havia enfraquecido durante a regência de Catarina de Médici. Um canto popular em sua homenagem, Vive Henri IV, acabaria se tornando um hino não oficial da monarquia Bourbon.

Francisco I tornou-se rei em 1515 e venceu a batalha de Marignano, o que lhe permitiu reconquistar o Ducado de Milão. Em 1519, o rei Carlos I de Espanha, herdeiro dos Duques de Borgonha, foi eleito Imperador: seus territórios circundavam a França, que em resposta se aliou ao Império Otomano. Em 1525, após o desastre de Pavia, o Imperador fez prisioneiro Francisco I, que assim permaneceria por mais de um ano, e exigiu que o Ducado da Borgonha lhe fosse entregue. Mas os príncipes da província se recusaram: pediram para continuar sujeitos do rei da França, sinal de que o rei, apesar da centralização, não podia decidir tudo. Em 1539, o rei promulgou a portaria de Villers-Cotterêts que, entre outras coisas, fez do francês a língua oficial do estado, em oposição ao latim.
A partir da década de 1530, a reforma protestante provocou uma crise na Igreja. A França foi afetada e os protestantes foram liderados pelas famílias Condé e Châtillon. A repressão contra os hereges aumentou com o advento de Henrique II. Catarina de Médici assumiu a regência após sua morte e tentou evitar a guerra civil, promulgando vários decretos que permitiam a liberdade de culto aos protestantes, mas indignou os católicos fervorosos.
As guerras religiosas começaram em 1562 com o massacre de Vassy. As cidades caíram nas mãos dos dois protagonistas e o líder católico Francisco de Guise foi assassinado. Uma trégua foi assinada com uma cláusula que prevê o casamento de Henrique III de Navarra (futuro Henrique IV) com a irmã do rei. O casamento foi comemorado em 1572 e, para a ocasião, a nobreza protestante se muda para Paris. Alguns dias depois, um ataque causou o massacre da noite de São Bartolomeu, que se espalhou por muitas cidades do reino. Este evento fez com que os protestantes rompessem com a monarquia católica. Eles começaram a se emancipar no Sul, organizando um "Estado dentro do Estado".
Henrique III tornou-se rei em 1574 e concedeu o Édito de Beaulieu. Os católicos acharam os arranjos excessivos e formaram ligas que realizavam operações militares. Em 1588, uma revolta católica irrompeu em Paris e obrigou o rei a refugiar-se em Chartres. Em resposta, ele mandou assassinar Henrique I de Guise, acabando com a Liga Católica e se aliando aos protestantes para reclamar seu trono. Seu assassinato em 1589 impulsionou a ascensão de Henrique IV, líder protestante ao trono, mas a Liga se recusou a reconhecê-lo. Em 1593, Henrique IV converteu-se ao catolicismo e teve que lutar até 1598 para conquistar seu reino. Nesse mesmo ano, foi assinado o Édito de Nantes, reconhecendo a liberdade de culto aos protestantes. Com a reunificação das duas coroas, os reis agora levam o título de Rei da França e Navarra.

#### A afirmação do poder real: rumo ao absolutismo
Ver também: Fronda
Henrique IV implementou uma das primeiras políticas econômicas reais na França. A colonização francesa das Américas começou com a fundação de Port-Royal, em 1604, e da cidade de Quebec. O rei foi assassinado em 1610 e após a regência de sua esposa Maria de Médici, seu filho, Luís XIII rodeou-se de ministros como o Cardeal de Richelieu. Ele e seu pai integraram os feudos de Bourbon na coroa, como o condado de Armagnac, o condado de Foix e o viscondado de Béarn.

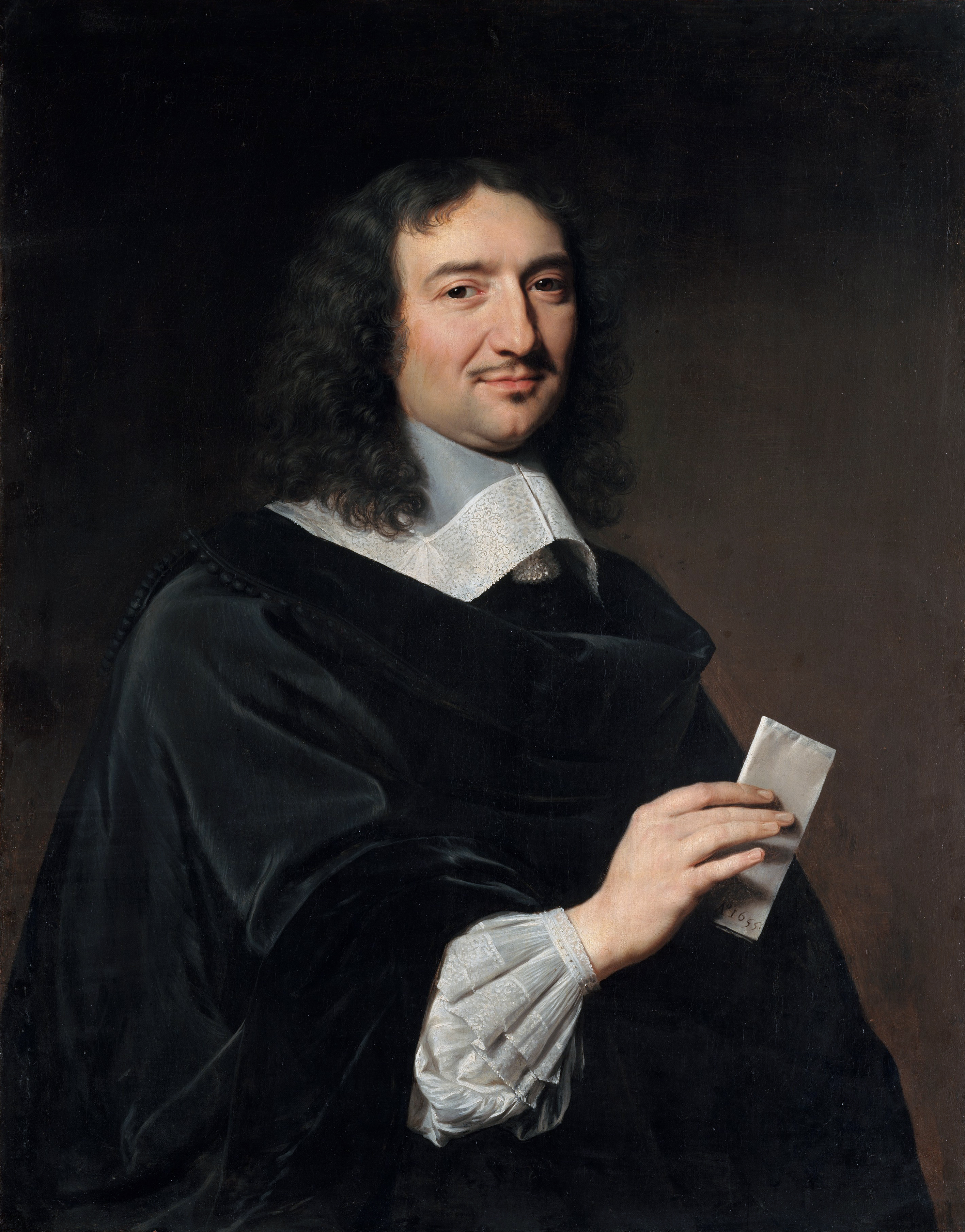
Apesar de ser conhecido pelo absolutismo, Luís XIV não administrou todas as áreas de seu governo pessoalmente, deixando assuntos específicos para seus ministros de confiança, como Jean-Baptiste Colbert. Colbert, ministro das Finanças e da Marinha, foi um grande conselheiro do rei, atuando como uma eminência parda. Acima, uma pintura de Colbert por Philippe de Champaigne.

Em 1635, a França entrou na Guerra dos Trinta Anos, o que lhe permitiu expandir-se para o leste, notadamente com a anexação da alta alsácia.
Luís XIII morreu em 1643; seu filho, Luís, tinha apenas cinco anos de idade e sua mãe Ana da Áustria assumiu a regência com o Cardeal Mazarin. Em 1648, os parlamentares, preocupados com a ascensão da autoridade monárquica e dos impostos, tentaram um golpe de força para controlar a monarquia. Um motim irrompeu em Paris, obrigando a corte a deixar a capital. Os príncipes se juntaram à Fronda, mas seus exércitos foram derrotados e em 1652. Luís XIV, que havia sido declarado maior de idade no ano anterior, pôde entrar em Paris. Em 1659, a Espanha cede pelo Tratado dos Pirenéus o Condado de Rossilhão e o Condado de Artois que estão ligados ao reino.
Em 1661, Luís XIV declarou que reinava e governava sozinho e reformou a gestão administrativa. Jean-Baptiste Colbert tornou-se o principal colaborador do rei, e juntos seguiram uma política de apoio às fábricas, criando grandes empresas comerciais e apoiando as artes. Marcado pela Fronda, o rei deseja silenciar a nobreza. Para ficar de olho nela, mandou construir o Palácio de Versalhes, onde se instalou em 1682. Ele criou uma sociedade de corte onde os grandes senhores tinham que viver grande parte do ano para obter favores reais. Em 1682, a colonização da América acelerou-se com a fundação da Louisiana.
Para enfrentar as guerras, o exército e a marinha real foram reforçados, e Vauban fortificou cidades-chave. A França se estabeleceu como a principal potência do continente através de inúmeras conquistas militares como a Flandres Francesa e o Franco-Condado. Em 1685, Luís XIV revogou o Édito de Nantes: a elite protestante restante foi para o exílio. Ele estabeleceu a política das Reuniões, cujo objetivo era anexar enclaves como o de Estrasburgo. As guerras seguintes foram mais difíceis e ele teve que lutar contra uma Europa que tinha se unido durante a Guerra da Liga de Augsburgo e a Guerra da Sucessão Espanhola. Este último permitiu que seu neto Felipe V da Espanha acedesse ao trono espanhol se ele renunciasse às suas pretensões ao trono francês.

#### O Século das Luzes e o desafio ao poder real
Ver também: Iluminismo 

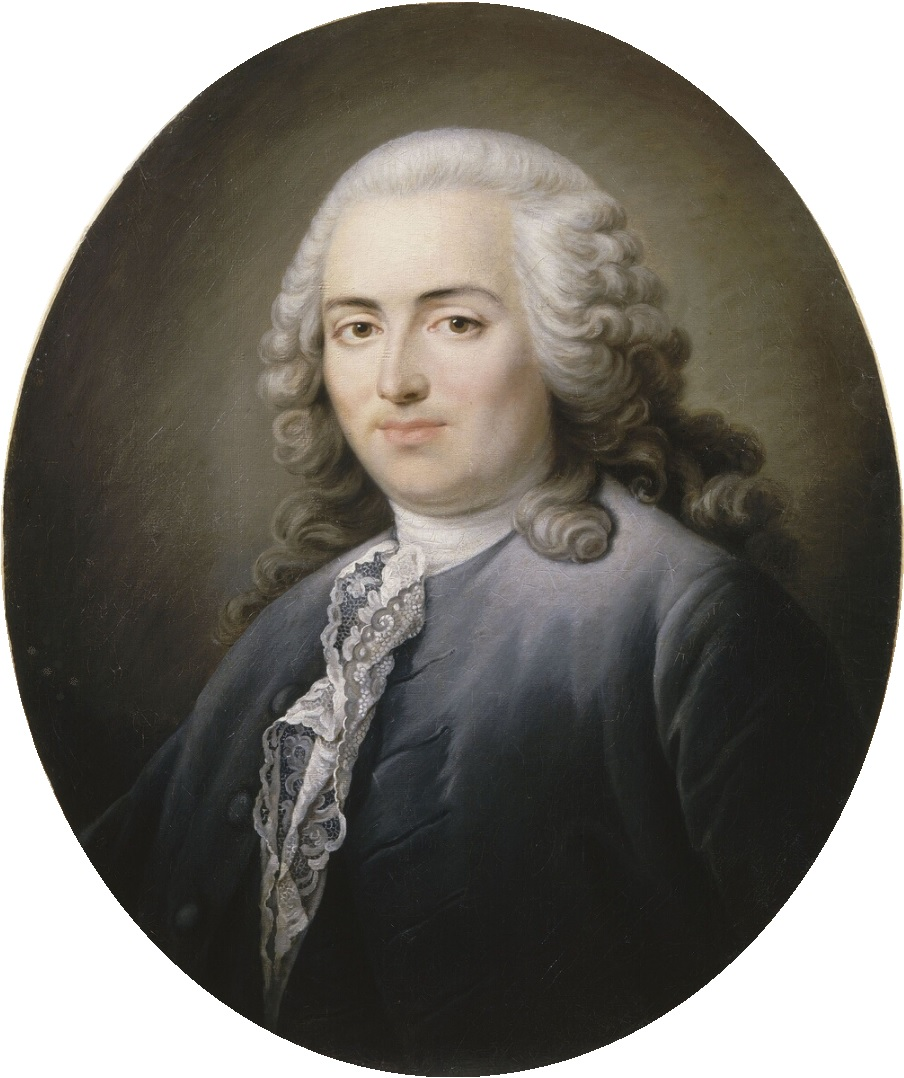
Para evitar descontentamento nas cidades, o governo francês controlava o comércio de grãos, regulamentando sua venda pelo agricultor ao atacadista e pelo atacadista ao varejista, e limitando o preço do pão. Mas os preços baixos para o camponês o desencorajavam de cultivar mais grãos e desencorajavam outros de cultivar; vastas áreas cultiváveis da França estavam sem sementes. A restauração da agricultura pareceu à Turgot o primeiro passo para reanimar a França. A liberdade do agricultor de vender seus grãos a qualquer preço que pudesse obter aumentaria sua renda, seu status, seu poder de compra e consequentemente o incentivaria a produzir mais grãos, diminuindo os preços naturalmente com base na livre concorrência. Voltaire saudou a ideia como o início de uma nova era econômica, e previu que em breve elevaria a prosperidade da nação. Jacques Necker se opôs a esse programa, publicando seu manuscrito Sur la L ègislation et le commerce des grains, onde defendia o controle dos preços. A política de Turgot acabaria gerando revoltas na capital, Paris, e acabou sendo desfeita.

Luís XIV morreu em 1715; seu sucessor foi seu bisneto Luís XV, então com cinco anos de idade. A regência é assumida por Filipe II de Orléans. Foram implementadas políticas para evitar a falência, incluindo o sistema de Law, o que levou a um desastre econômico. A regência terminou em 1723 e Luís XV nomeou André Hercule de Fleury como o ministro principal. Luís XV lança a França na Guerra da Sucessão Polonesa que leva à nomeação de seu sogro polonês para o Ducado de Lorena e ao retorno do Ducado à Coroa na morte do Duque. Apesar da vitória francesa na Guerra da Sucessão Austríaca, Luís XV não pediu nenhum território, o que causou descontentamento no reino. A Guerra dos Sete Anos fez soar o toque de morte para os bens franceses nas Américas.
Luís XVI tornou-se rei em 1774. Ele rapidamente rompeu com a política de seu antecessor. Ele nomeou o Turgot como ministro e deu a ele a missão de reformar o Estado. Este último começou liberalizando a venda de grãos, o que levou à guerra da farinha e quebrou a confiança do povo no rei, que até então tinha sido visto como o pai adotivo. Para vingar a perda de seus territórios americanos, a França apoiou os rebeldes na guerra de independência dos Estados Unidos, mas os custos incorridos mergulharam o reino de volta em dificuldades financeiras.
O século terminou com uma mudança significativa nas mentalidades. A teoria da gravidade formulada em 1687 por Isaac Newton e promovida na França em particular em 1734 pelas Cartas Filosóficas de Voltaire desafiou a ideia de qualquer direito divino possuído pelo rei. Além disso, a publicação em 1748 do Espírito das Leis de Montesquieu e a partir de 1751 de Diderot e do D'Alembert' Encyclopédie ou Dictionnaire raisonné des sciences, des arts et des métiers abriu o caminho para uma visão mais racional e científica do mundo, na qual a suposta onipotência do poder real foi posta em questão. A difusão de novas ideias foi facilitada pelos avanços na alfabetização e pelo desenvolvimento da prática da leitura.

### Monarquias constitucionais (1789-1848)

#### O reino sob a revolução
Ver também: Revolução Francesa e Reino da França (1791-1792)
Para tirar o país da crise financeira, o rei convocou os Estados Gerais. Eles abriram em maio de 1789, mas em 17 de junho de 1789, os deputados do Terceiro Estado se proclamaram a Assembleia Nacional Constituinte e entraram em uma partida de braço de ferro com o rei. A demissão de Jacques Necker e a concentração das tropas reais causou tumultos. Em 14 de julho de 1789, os parisienses atacaram a Bastilha para recuperar as armas, depois no campo, foi o Grande Medo que obrigou os deputados a votar contra a volta os direitos feudais na noite de 4 de agosto de 1789. Em outubro, o rei foi trazido de volta a Paris por uma multidão enfurecida: agora ele tinha que ficar no Palácio das Tulherias. A Assembleia Nacional tomou uma série de medidas para consolidar a unidade nacional, incluindo a igualdade de direitos, a unificação da lei em nível nacional e a criação de departamentos para racionalizar a divisão administrativa. A Lei de Constituição Civil do Clero reorganiza a Igreja Francesa, transformando membros do clero em funcionários públicos.
Sentindo-se em perigo, Luís XVI deixou secretamente Paris para se juntar aos realistas em Montmédy, mas foi pego e trazido de volta à capital. A partir de então, a ligação entre o rei e a população foi quebrada. A constituição foi promulgada em setembro de 1791, pondo oficialmente fim à monarquia absoluta por direito divino. Em abril de 1792, a Assembleia Nacional declarou guerra à Áustria, mas as derrotas se sucederam e a França estava a ponto de ser invadida. Um manifesto, enviado pelo chefe dos exércitos estrangeiros e ameaçando os parisienses, pôs fogo ao barril de pólvora. Em 10 de agosto de 1792, a multidão invadiu o pátio das Tulherias. O rei foi então obrigado a se refugiar na Assembleia Nacional. Em 21 de setembro de 1792, no dia seguinte à Batalha de Valmy, os deputados votaram pela abolição da realeza na França: a República sucedeu à monarquia. O rei foi julgado, condenado à morte e guilhotinado em 21 de janeiro de 1793, a rainha Maria Antonieta foi executada alguns meses depois e o Delfim morreu na prisão em 8 de junho de 1795.

#### A restauração
Ver também: Restauração francesa
A monarquia foi restabelecida em 6 de abril de 1814, após a derrota de Napoleão Bonaparte nas mãos dos exércitos europeus. O senado chamado Luís XVIII, o irmão de Luís XVI, se tornou chefe de Estado ao conceder uma carta que limitava voluntariamente seu poder, este último querendo uma política de reconciliação entre a velha e a nova França, esquecimento e perdão foram as palavras de ordem de sua política de 1814 a 1820, com o objetivo de pacificar a Nação e nacionalizar a realeza. Em março de 1815, Napoleão voltou do exílio e restabeleceu o Império durante os Cem Dias, enquanto Luís XVIII fugiu para Gante. Luís XVIII retorna ao trono após a derrota de Napoleão em Waterloo e inicia uma política liberal. O rei morreu sem herdeiro em setembro de 1824; seu irmão Carlos X o sucedeu. Este último, ao contrário de seu irmão, não entendia as inspirações de seu tempo. Ele restabeleceu a coroação em 1825, quis favorecer a nobreza e contou com os deputados reacionários que queriam um retorno ao Antigo Regime. Em 1830, após várias ordens para limitar as liberdades públicas, como a restauração da censura da imprensa e a dissolução da câmara, houve os motins conhecidos como os "Três Gloriosos", que levaram à abdicação do rei.

#### Monarquia de Julho
A Câmara dos Deputados nomeia Luís Filipe I, rei dos franceses, ele era chefe do mais jovem ramo capetiano de Orleães. Em 9 de agosto de 1830, fez o juramento e prometeu respeitar a Constituição. A bandeira tricolor substituiu definitivamente a bandeira branca. O regime foi instalado e a burguesia tomou o poder, excluindo a maioria do povo da votação. A conquista da futura Argélia, iniciada sob o regime anterior, acelerou, reavivando a política de colonização. A França também se estabeleceu no Golfo da Guiné, Gabão, Madagascar e Mayotte e assinou um protetorado com o Reino do Taiti. A corrupção e a crise econômica causaram muito descontentamento. Para contornar a proibição de reuniões, os adversários organizam banquetes republicanos. O banimento de um desses banquetes causou tumultos que se transformaram em revolução depois que as tropas dispararam contra manifestantes. Luís Filipe, que se recusou a ser responsável por um massacre, abdicou no dia seguinte. Na mesma noite, o governo provisório proclamou a República, que em junho de 1848 iria organizar a repressão contra os trabalhadores enfurecidos.

## Instituições
O rei é a figura central das instituições. Sua vontade é a lei, mas ele tinha a obrigação de buscar o conselho da Corte e depois do conselho real (Conseil du roi). Para exercer suas prerrogativas, o rei delega seu poder na forma de um cargo venal, mas também administra muitos funcionários públicos.

Luís XIV, rei de 1643 a 1715: seu reinado foi o mais longo da história da França. Retrato de Luís XIV em traje de coroação, 1701.

### O rei
Ver também: Rei da França

#### O personagem

##### Uma realeza de direito divino
Desde a época carolíngia, o rei, um monarca por direito divino, tem sido uma figura sagrada que encarna a soberania do estado. Ele assume todos os seus poderes após a morte do seu predecessor, mas só é legítimo aos olhos do povo após a cerimônia de coroação na catedral de Reims. Essa cerimônia mostra a intervenção de Deus na atribuição da coroa, que se manifesta de duas formas: o rei vigilante, que deve assegurar o reinado da paz e da justiça divina, e o fato de que as pessoas doentes são curadas ao serem tocadas pelo rei. O rei escapa da condição comum, é uma figura pública que tem a obrigação de se mostrar e não pode possuir uma vida privada. No tempo dos merovíngios, o rei deriva seu poder da conquista, do prestígio do chefe e, sobretudo, da lealdade pessoal que o une aos seus súditos.

##### Uma soberania temporal
Do século X ao final do século XV, a realeza começou uma luta para impor a sua plena soberania dentro e fora do reino. Na França, o rei tinha que se libertar dos laços feudais e mostrar que era o governante supremo de todos, exceto dos laços pessoais, para não mais ter que passar por seus vassalos para alcançar a massa dos súditos do reino. Fora do reino, ele luta pela independência política da França para que nenhum poder temporal e espiritual esteja acima dele, incluindo o Imperador do Sacro Império Romano e o Papa. Depois de uma luta de séculos contra o Papado, os governantes franceses conseguiram obter reconhecimento da ideia de que eles derivavam seu poder apenas de Deus. Com a doutrina do Galicanismo, os monarcas obtiveram a autonomia da Igreja francesa reconhecida em relação a Roma.

##### Poderes
Sob o Antigo Regime, a pessoa do rei concentrava os três poderes, seguindo um processo que começou no século XI. Anteriormente, o rei não podia legislar fora de seu domínio sem o consentimento de seus vassalos e não podia dispensar justiça em detrimento de jurisdições senhoriais e eclesiásticas. Posteriormente, aceitou-se que a vontade do rei era a força da lei, mas ele tinha que se cercar de conselheiros para ajudá-lo em suas decisões. Em matéria judicial, como o Rei não pode mais exercer pessoalmente a justiça, ele delega seus poderes aos tribunais. Entretanto, seu poder tem limites que deve respeitar, tais como as assembleias de estados, os estados gerais, os tribunais soberanos, o direito consuetudinário e as leis fundamentais do reino da França.
Mais especificamente, o rei possui direitos regalianos, como o poder legislativo, judicial, defensivo e monetário. Ele expressa sua vontade através de decretos ou portarias, que ele assina com a fórmula, pois tal é o nosso prazer. Ele também pode criar escritórios e enobrecer os plebeus. O rei é o mestre da defesa do reino. Ele é, portanto, obrigado a defender seus vassalos e súditos, mas também a fazer guerra para reconhecer interesses que tenham sido prejudicados por potências estrangeiras. Entre suas outras obrigações, ele tem o dever de fazer justiça aos seus súditos. Esta última poderá levar qualquer disputa perante as cortes reais. O rei também tem o poder de punir ou perdoar qualquer um, se achar que é do interesse do reino. A partir do final da Idade Média, o rei era o único que tinha o poder de cunhar moedas, mas em troca ele era o garantidor do seu valor.

#### A comitiva

##### A família real

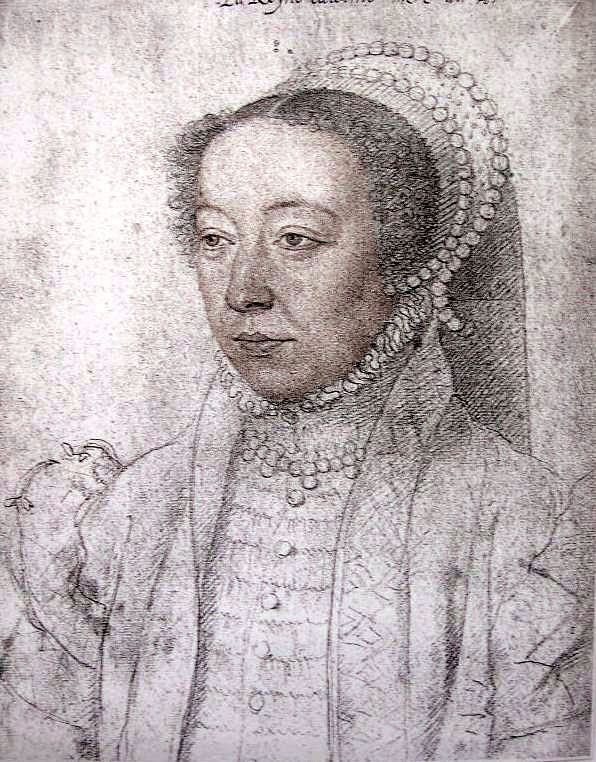
Catarina de Médici, rainha da França de 1547 a 1559 e mãe de três reis da França. Retrato de François Clouet, cerca de 1555.

A Rainha compartilha as honras do trono, mas não tem direito ao exercício do poder, exceto durante os períodos de regência. A partir do século XVII, a família real foi dividida em três ordens: por um lado, os descendentes diretos do rei, por outro, os parentes próximos (irmãos e irmãs e seus filhos) e, finalmente, os príncipes de sangue na linhagem masculina. Estes últimos são teoricamente todos os descendentes masculinos de Hugo Capeto, mas na realidade dizem respeito apenas aos descendentes de São Luís. Eles são os únicos que podem aderir à coroa da França e o soberano deve consultá-los sobre os grandes assuntos de Estado. A sua ordem de precedência é ditada pelas regras de sucessão ao trono.

##### As regras de sucessão ao trono
A coroa não é propriedade do rei. Ele não pode dispor dela como quiser, pois deve obedecer às leis fundamentais do reino da França, a primeira das quais é a lei sálica. A coroa é transmitida de homem para homem com base na primogenitura, excluindo mulheres e seus descendentes mas também bastardos (mesmo legitimados) e protestantes. As leis não são escritas e são promulgadas conforme as circunstâncias surgem para responder a um problema.
Na época dos carolíngios e dos primeiros capetianos, a coroa foi eleita por aclamação dos grandes barões do reino. Até Luís VII, os Capetianos tinham a tradição de ter seu filho mais velho, chamado Delfim a partir de 1349, coroado durante sua vida: assim, gradualmente, fizeram da eleição uma formalidade simbólica. No entanto, o rei continuou sendo o chefe da nobreza que ele reuniu ao seu redor na corte. Em períodos de sucessão aberta, grandes senhores se permitiram influenciar eventos, como o Guise de 1584 a 1594 durante a sucessão de Henrique III ou o Duque de Epernon durante o assassinato de Henrique IV em 1610.

##### A corte
A corte se estabeleceu pela primeira vez com Francisco I. Era então itinerante entre os castelos da Ile-De-France e o Vale do Loire, quando não empreendia uma viagem através do reino, como a de Catarina de Médici no início de sua regência.
Sob os Bourbons, a corte se instalou em Ile-De-France. Enquanto na Inglaterra e na Espanha, o papel da corte declinou a partir de 1660, na França ela experimentou um novo boom por iniciativa de Luís XIV, que a estabeleceu em Versalhes, onde permaneceu até 1789. A política de Luís XIV foi apresentada a priori como uma domesticação da nobreza na medida em que permitiu ao rei depreciar os grandes e decidir sobre a ascensão ou queda das linhagens. No entanto, reflete o estabelecimento de uma relação direta entre o soberano e a nobreza que ele federa ao seu redor, estabilizando na prática a posição das linhagens em relação umas às outras.
A etiqueta é então um rito social que externaliza uma ordem social, na medida em que cada pessoa encontra nela uma forma de expressar sua posição hierárquica dentro da elite.

### Governo
No início da dinastia Capetiana, o governo central estava organizado em torno de dois elementos, a Casa do Rei (maison du Roi), que reunia os grandes oficiais e servos que formavam a comitiva do monarca. Além disso, o rei escolheu, entre o clero, seus vassalos e conselheiros administrativos para formar a corte. No século XIII, a extensão do domínio real tornou necessário o recrutamento de especialistas em tarefas administrativas, em detrimento dos príncipes e barões. Foi nesse período que surgiu o conselho do rei (conseil du roi), que tratava dos assuntos do governo do mais alto nível. Sob o Antigo Regime, o conselho do rei era o elemento central do governo, onde o rei tomava suas decisões soberanas que orientavam toda a vida política do reino.

#### O conselho do rei
O conselho teve origem na corte francesa da Idade Média, onde os parentes e vassalos do rei se reuniam para dar conselhos ao soberano. A corte seguia o rei em suas viagens e se reunia sempre que o rei precisasse seguir seu conselho. Reunia as pessoas que as circunstâncias colocam com o rei, mesmo que alguns dos personagens do reino estejam nele por direito: membros da família real, assim como altos barões e clérigos. Todas as decisões importantes relativas ao reino devem ser deliberadas em conselho. Desde o tempo de Luís VII, em paralelo com o amplo conselho com os grandes do reino, foi criado um conselho restrito com conselheiros em quem o rei confiava. A composição muda no século XIII, os conselheiros não mais se sentam de acordo com sua posição, mas de acordo com sua competência para realizar trabalhos administrativos que os barões não conhecem ou não podiam fazer. Pouco a pouco, o rei os chama para o conselho apenas para tratar de assuntos que lhes dizem respeito. Foi nessa época que as tarefas administrativas foram divididas em três ramos: judicial com o Parlamento, financeiro com a Câmara de Contas e político com o Conselho Real.

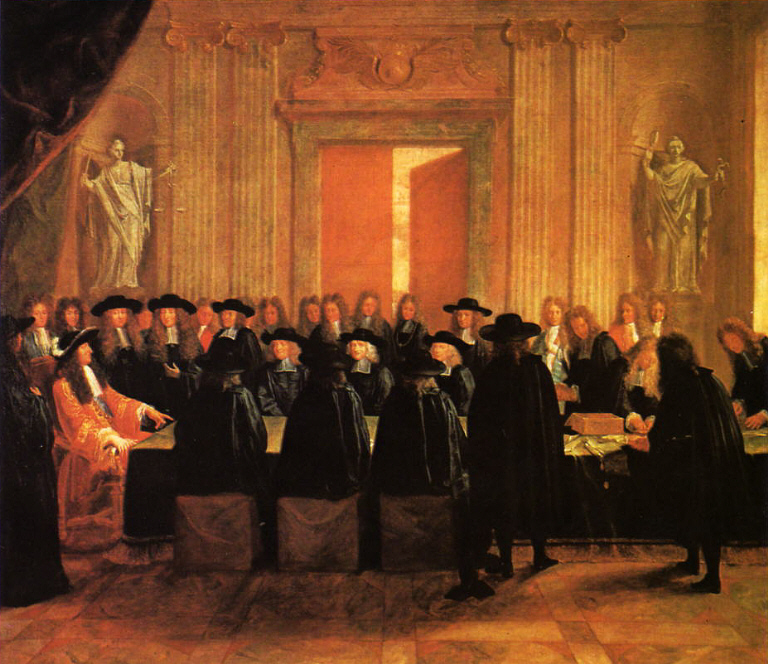
O rei Luís XIV junto ao seu conselho.

O conselho se reunia de acordo com as necessidades do rei. O soberano poderia chamar quem ele desejar de acordo com a agenda e as circunstâncias políticas, mas os oficiais de alta patente e os príncipes de sangue naturalmente têm assento no conselho. Ao seu lado estavam sentados homens escolhidos pelo rei por suas habilidades, que a partir do século XIV tomaram o título de conselheiros do rei. O conselho tinha apenas um papel consultivo, já que a decisão final dependia apenas do rei, mas o conselho podia sentar-se na sua ausência para deliberar sobre assuntos correntes. É durante os conselhos que o rei exerce sua justiça comedida, o que lhe permite interromper a justiça comum para assumir um caso. Os conselhos do rei são o único meio pelo qual ele pode exercer sua justiça comedida. Em 1497, o Grande Conselho se distanciou do resto do Conselho e se reuniu para tratar de assuntos judiciais que o Rei desejava retirar da jurisdição do parlamento.
A partir de Henrique II, o conselho começou a se regular e foi dividido em várias formações especializadas. O conselho comercial é um pequeno grupo de conselheiros íntimos do rei que gerem os assuntos importantes e secretos do Estado. O rei chama para ele os indivíduos que ele deseja, dependendo das circunstâncias políticas. Este conselho secreto não tem existência oficial e depende apenas da vontade real. Com Luís XIII, é organizado, torna-se oficial e toma o nome de conselho de cima. É neste ponto que se torna o órgão supremo de decisão em matéria de política externa, guerra, interior e assuntos financeiros mais importantes. Sua composição tornou-se cada vez mais fixa, e alguns de seus membros sentavam-se extraoficialmente, como o primeiro-ministro, o chanceler, o superintendente de finanças e o secretário de Estado das Relações Exteriores. Os outros membros foram nomeados pelo rei. Ao mesmo tempo, o Conselho de Despachos foi destacado para tratar de assuntos internos. O conselho de finanças foi criado em 1563, e existiu intermitentemente como resultado da reorganização das instituições financeiras. Além dos assuntos financeiros, é o último recurso que trata de assuntos gerais (é hierarquicamente superior ao conselho de cima). O Conselho Privado (ou Conselho das Partes) era o conselho que tinha assento como supremo tribunal de justiça para casos individuais.
Sob Luís XIV, dois tipos de conselhos foram distinguidos e permaneceram até 1791: os conselhos de governo e os conselhos de justiça e administração. Embora o conselho seja competente para decidir sobre todos os assuntos políticos, seus poderes estavam gradualmente sendo restritos à política externa e militar. O conselho de despachos trata dos assuntos internos do reino, lendo e respondendo aos despachos das províncias, mas também examinando as disputas políticas. Os principais membros do governo têm assento nele. O Conselho Real de Finanças assiste o Rei no exercício de sua função de gestor orçamental e determina a política econômica do Estado. O Real Conselho Comercial tem uma existência episódica e gerencia a política comercial e econômica. Em situações muito específicas, são criados conselhos especializados para lidar com questões atuais, como o Conselho de Saúde para gerenciar a peste em Marselha. Em 9 de agosto de 1789, eles foram fundidos em um único conselho que tomou o nome de Conseil d'Etat. O Conselho de Estado e Finanças desapareceu no final do século XVII, dividido em duas comissões: a grande e a pequena Secretaria de Finanças, cuja missão era julgar disputas em matéria financeira.

## Símbolos

Primeiro brasão do rei da França a partir da década de 1180.
Armas da França a partir da década de 1370.
Bandeira militar utilizada às vezes no século XVIII.
Bandeira marítima real usada no século XVIII.[180]
Bandeira da marinha comercial de 1689 a 1765. Às vezes usado com as armas da França em seu centro.[180]
Pavilhão naval do reino de 1790 a 1792.
Bandeira marítima usada em 1790.[180]
Bandeira nacional do reino sob a Restauração. Usado como bandeira da marinha de 1661 e como única bandeira marítima francesa de 1765.[180]
Bandeira nacional do reino sob a Monarquia de Julho.